# Couvade
La couvade est une pratique humaine, observée dans plusieurs sociétés depuis au moins l'Antiquité. Elle désigne un ensemble de rites accomplis par un homme — généralement le père et mari — pendant la grossesse d'une femme, son accouchement et la période post-natale.
La signification de la couvade est variable et débattue.

## Histoire
Les premières mentions de couvade apparaissent chez Apollonios de Rhodes (Argonautiques II,1010 sq.) au IIIe siècle av. J.- C., puis chez Diodore de Sicile au milieu du Ier siècle av. J.-C. à propos des Corses, puis au XIIIe siècle dans le Livre de Marco Polo à propos d'une ethnie au Yunnan.
Comme le relèvent l'écrivain et médiéviste belge Raoul Vaneigem et Roberte Laporal, c'est Charles de Rochefort, observateur français des Amérindiens caraïbes aux Antilles, au XVIIe siècle, qui baptise « couvade » l'ensemble de ces rites. Les mentions de la couvade par le sociologue allemand Johann Jakob Bachofen pour son schéma évolutionniste dès 1861 et celle d'Edward Burnett Tylor en 1865 dans Researches into the Early History of Mankind and the Development of Civilization, sont donc très postérieures.
Le terme « couvade » est utilisé tel quel en anglais.

## Observations
L'anthropologue écossais James George Frazer distingue deux formes de couvade :
- la première, dite « pré-natale ou pseudo-maternelle », consiste en « une simulation de la naissance par un homme, peut-être en général par le mari, pratiquée au bénéfice de la vraie mère, de manière à la soulager de ses douleurs en les transférant sur la mère fictive » ;
- la seconde, dite « post-natale ou diététique », consiste en « un régime de diète stricte observé par un père au bénéfice de son enfant, parce que l'on croit que le père est uni à l'enfant par un lien de sympathie physique tellement intime que tous ses actes affectent et peuvent blesser ou tuer l'enfant ».

De ses observations, Rochefort écrit ainsi : 

« Au même temps que la femme est délivrée, le mari se met au lit, pour s'y plaindre et faire l'accouchée […]. On lui fait faire diète dix ou douze jours de suite […]. Et même il s'abstient après cela, quelquefois dix mois, ou un an entier, de plusieurs viandes comme de lamantin, de tortue, de pourceau, de poule, de poisson et de choses délicates : craignant par une pitoyable folie que cela ne nuise à l'enfant. »

Dans une publication de la Société d'anthropologie de Paris de 1884, le docteur Maurel, anthropologue et médecin de la Marine nationale, rappelle : 

« [La couvade] est surtout caractérisée par ce fait qu'à la naissance d'un enfant c'est le mari qui reçoit les soins que réclame la mère, tandis que celle-ci, sans tenir compte de son état, reprend dès le lendemain et peut-être dès le premier jour, ses occupations ordinaires encore accrues par les fêtes données à l'occasion de la naissance de son enfant. »

Il ajoute : 

« La durée, que les anciens portaient à quarante jours, me semble d'après les récits plus récents très réduite et ne pas dépasser huit jours. Aucun auteur ne signale de différence pour le sexe de l'enfant. »

Des cas de couvade ont été rapportés ou observés, :
- en Amérique du Sud, dans les Caraïbes et aux Antilles ;
- au Canada et au Groënland ;
- en Amérique (d'après Lionel Wafer, autour de 1700) ;
- dans le Midi de la France, notamment dans le Béarn (selon Jean-Baptiste Brissaud, 1900) ;
- dans le Sud-Ouest français et dans le nord de l'Espagne (d'après l'anthropologue français Patrick Menget, qui cite « des observations généralement brèves, de seconde ou tierce main ») ;
- au Pays basque (d'après Armand de Quatrefages dans Souvenirs d'un naturaliste, 1854) ;
- en Corse (d'après Diodore de Sicile dans sa Bibliothèque historique, Ier siècle av. J.-C.) ;
- dans certaines îles du Pacifique ;
- au Turkestan chinois (selon Marco Polo, à la fin du XIIIe siècle) ;
- chez les Aïnous du Japon ;
- chez les Kali'na (d'après Maurel, autour de 1880) ;
- chez les Aracouyennes du fleuve Maroni (d'après Jules Crevaux au XIXe siècle).

## Interprétations
Vaneigem exclut « l'idée d'un matriarcat survivant dans les structures patriarcales », cependant que Maurel refuse une explication strictement patriarcale.
Selon Patrick Menget (1979), la couvade implique nécessairement une théorie de la paternité physiologique, c'est-à-dire que le père a un rôle primordial dans la fabrication de l'embryon et du fœtus.
Selon Edward B. Tylor, la couvade appartient aux rituels qui accompagnent les crises pour maintenir un état d'équilibre : « la vulnérabilité occasionnelle d'un individu à des forces nocives peut être soulagée ou aggravée par l'état non seulement des humeurs corporelles de cet individu, mais aussi par celui de ses associé(e)s ».
Le médecin et sociologue Armand Corre se demande si la couvade « aurait pour but de faire oublier ses douleurs à la femme, de lui donner une innocente revanche de la peine qu'elle a seule supportée dans l'œuvre de reproduction ».
Maurel y voit une « affirmation de la paternité ».

## Dans la culture populaire
Dans son ouvrage sur la couvade, Roberte Laporal fait la liste de « récits fondateurs » évoquant cette pratique. Elle cite entre autres :
- la légende du dieu Aitor par Joseph Augustin Chaho, en 1847 ;
- le sortilège de Macha, dans la mythologie celtique irlandaise ;
- Le Petit Chaperon rouge ;
- le récit biblique, au travers de l'expression « père nourricier ».

Raoul Veneigem donne également l'exemple d'Aucassin et Nicolette, fable française de la fin du XIIe siècle ou du  début du XIIIe siècle, où le personnage féminin conduit la guerre pendant que son amant accouche au lit.

## Autres évocations
Dans son roman très documenté Le Bois qui pleure (1956), Vicki Baum fait parler un personnage d'aristocrate uitoto qui évoque leur pratique de la couvade : 

« Donner le jour à un enfant est une chose très importante et occasionne beaucoup de peine et d’ennuis au père. La mère est seulement le récipient qui porte l’enfant jusqu’à l’heure de sa naissance et son travail est facile. Mais c’est le travail du père de donner à l’enfant un cœur et un esprit et de lui transmettre l’héritage des ancêtres et de lui donner la vie. C’est pour cette raison que le père doit être entouré de beaucoup de soins et d’attentions à l’heure de la naissance, quand la mère va dans la forêt pour expulser de son propre corps le corps de l’enfant. Il faut que le père reste dans son hamac pour avoir l’énergie nécessaire à la naissance. Le brujo vient et l’aide à rassembler toutes ses pensées, et à appeler sur lui la puissance de ses ancêtres. Les femmes de la famille doivent bien nourrir le père, pour qu’il ait en lui assez de force pour en donner un peu à son fils. Le père gémit et transpire et souffre dans cette cérémonie de la naissance car, s’il ne réussit pas, l’enfant peut naître mort ou malade ou infirme ou sans cervelle. Quand la mère rentre de la forêt avec son nouveau-né, le père est très très fatigué de travail et elle doit le soigner jusqu’à ce qu’il recouvre sa force. »

### Ouvrages
- Roberte Laporal, La couvade ou Le père bouleversé, Toulouse, Éditions érès, coll. « 1001 BB » (no 146), 2015, 301 p. (ISBN 978-2-7492-4872-1, SUDOC 188864105)
- Roberto Zapperi (trad. de l'italien par Marie-Ange Maire Vigueur), L'Homme enceint : l'homme, la femme et le pouvoir, Paris, Presses universitaires de France, 1983, 255 p. (ISBN 2-13-037718-1, SUDOC 000644668)

### Articles
- Jean-Baptiste Brissaud, « La couvade en Béarn et chez les Basques », Revue des Pyrénées, Toulouse, Bureaux de la Revue des Pyrénées, vol. 12,‎ 1900, p. 226-239 (SUDOC 012076430)
- Gustave Cohen, « Une curieuse et vieille coutume folklorique : 'La couvade', la femme accouche et l'homme se couche », Bulletin de la Classe des lettres et des sciences morales et politiques et de la Classe des beaux-arts, Bruxelles, Palais des Académies, 5e série, vol. 35,‎ 1949, p. 203-221 (SUDOC 079773656)
- Maurel, « De la couvade », Bulletins et Mémoires de la Société d'Anthropologie de Paris, 3e série, vol. 7,‎ 1884, p. 542-551 (lire en ligne, consulté le 29 novembre 2018)
- Patrick Menget, « Temps de naître, temps d'être : la couvade », in Michel Izard (dir.) et Pierre Smith (dir.), La Fonction symbolique : essais d'anthropologie, Paris, Gallimard, 1979, 346 p. (ISBN 2-07-028621-5, SUDOC 000285846)

### Mémoires, thèses
- Maria Beatrice Di Brizio, Françoise Héritier (dir.) et Wiktor Stoczkowski (dir.), Contextualisation des usages théoriques et heuristiques de la notion de couvade : Edward Burnett Tylor et l'ethnologie évolutionniste des "Researches into the Early History of Mankind and the Development of Civilization" 1865, Paris, EHESS, 2015, 724 p. (SUDOC 190026073)
- Bernadette Pignot, Sur les chemins de la paternité, le syndrome de couvade : mythe ou réalité, Rennes, Université de Rennes 1, 1995, 24 p. (SUDOC 153398949)